# Benjamin Wallfisch
Pour les articles homonymes, voir Wallfisch.
 Benjamin Wallfisch  est un compositeur britannique de musique de film, également chef d'orchestre né le 7 août 1979 à Londres.

## Filmographie

### Cinéma

#### Longs métrages
- 2004 : Dear Wendy de Thomas Vinterberg
- 2008 : Ultime Évasion (The Escapist) de Rupert Wyatt
- 2012 : Constantinople (Fetih 1453) de Faruk Aksoy
- 2013 : Hours d'Eric Heisserer
- 2013 : Hammer of the Gods de Farren Blackburn
- 2013 : Summer in February de Christopher Menaul
- 2014 : Desert Dancer de Richard Raymond
- 2014 : Bhopal: A Prayer for Rain de Ravi Kumar
- 2015 : Pressure de Ron Scalpello
- 2015 : Gamba: Ganba to nakamatachi de  Tomohiro Kawamura et Yoshihiro Komori
- 2015 : Mully (documentaire) de Scott Haze
- 2016 : Bobby (documentaire) de Ron Scalpello
- 2016 : Dans le noir (Lights Out) de David F. Sandberg
- 2016 : Within : Dans les murs (Crawlspace) de Phil Claydon
- 2016 : A Cure for Life (A Cure for Wellness) de Gore Verbinski
- 2016 : Les Figures de l'ombre (Hidden Figures) de Theodore Melfi
- 2017 : Bitter Harvest de George Mendeluk
- 2017 : Annabelle 2 : La Création du mal (Annabelle: Creation) de David F. Sandberg
- 2017 : Ça (It) d'Andrés Muschietti
- 2017 : Blade Runner 2049 de Denis Villeneuve (composé avec Hans Zimmer)
- 2018 : Gentlemen cambrioleurs (King of Thieves) de James Marsh
- 2018 : Darkest Minds : Rébellion (The Darkest Minds) de Jennifer Yuh Nelson
- 2018 : Keepers (The Vanishing) de Kristoffer Nyholm
- 2019 : Serenity de Steven Knight
- 2019 : Shazam! de David F. Sandberg
- 2019 : Hellboy  de Neil Marshall
- 2019 : Ça : Chapitre 2 (It: Chapter Two) d'Andrés Muschietti
- 2020 : Invisible Man de Leigh Whannell
- 2022 : Treize Vies (Thirteen Lives) de Ron Howard
- 2023 : The Flash d'Andrés Muschietti
- 2024 : Alien: Romulus de Fede Álvarez
- 2024 : Kraven the Hunter de J. C. Chandor
- 2025 : Wolf Man de Leigh Whannell
- 2025 : Until Dawn : La mort sans fin (Until Dawn) de David F. Sandberg
- 2025 : Mortal Kombat 2 de Simon McQuoid

#### Courts métrages
- 2011 : All That Way for Love de Henry Mason
- 2013 : Water Song de Henry Mason

### Télévision

#### Téléfilms
- 2009 : Breaking the Mould de Peter Hoar
- 2013 : The Thirteenth Tale de James Kent

#### Séries télévisées
- 2014 : The Crimson Field (1 épisode)
- 2015 : Empresses in the Palace (6 épisodes)
- 2015 : The Enfield Haunting (3 épisodes)
- 2025 : Ça : Bienvenue à Derry (9 épisodes)